# 스노마타정
스노마타정(일본어: 墨俣町)은 일본 기후현 안파치군에 설치되었던 정이다. 에이로쿠 10년(1567년) 오다 노부나가의 미노공세 때, 가신이었던 키노시타 후지요시로(훗날 도요토미 히데요시)가 하룻밤 사이에 성을 쌓았다는 고사 「스미마타 일야성」으로 알려져 있다. 2006년 3월 27일 요로군 가미이시즈 정과 함께 오가키시에 편입되었다. 편입 후에는 오가키시의 지역 자치구 「스미마타조 지역 자치구」가 되고 있다.

## 지리
편입처인 오가키시와는 인접하고 있지 않기 때문에, 동시의 기지가 되었다.덧붙여 동시에 편입된 가미이시즈조도 기지가 되었다. 

## 역사
- 1889년 7월 1일 - 정촌제 시행으로 스노마타촌이 성립하였다.
- 1894년 9월 24일 - 정으로 승격해 스노마타정이 되었다.
- 1929년 1월 - 사이카와 사건이 발발하였다.
- 1957년 - 쇼와의 대합병으로 오가키시 편입 합병을 의결하고 기후현에 신청했으나, 기지라는 이유로 인정되지 않았다.
- 2006년 3월 27일 - 가미이시즈정과 함께 오가키시에 편입되었다.

## 행정
- 정장 : 구리타 킨이치(栗田金一) (1996년 6월 30일 - 2006년 3월 27일)

## 교통

### 도로
- 국도 21호선

## 참고 문헌
- 角川日本地名大辞典編纂委員会,『角川日本地名大辞典 21 岐阜県』1980, 角川書店